# Puchar Anglii w piłce nożnej (1892/1893)
W sezonie 1892-1893 odbyła się 22. edycja Pucharu Anglii. Zwycięzcą turnieju został, po raz drugi w swojej historii, Wolverhampton Wanderers, który pokonał w finale na Fallowfield Stadium w Manchesterze Everton 1:0.

## Pierwsza runda
| 21 stycznia 1893 | Blackpool | 1:3 | Sheffield United |  |
|                  |           |     |                  |  |

| 21 stycznia 1893 | Darwen | 5:4 | Aston Villa |  |
|                  |        |     |             |  |

| 21 stycznia 1893 | Burnley | 2:0 | Small Heath |  |
|                  |         |     |             |  |

| 21 stycznia 1893 | Preston North End | 9:2 | Burton Swifts |  |
|                  |                   |     |               |  |

| 21 stycznia 1893 | Marlow | 1:3 | Middlesbrough Ironopolis |  |
|                  |        |     |                          |  |

| 21 stycznia 1893 | Notts County | 4:0 | Shankhouse |  |
|                  |              |     |            |  |

| 21 stycznia 1893 | Nottingham Forest | 4:0 | Casuals |  |
|                  |                   |     |         |  |

| 21 stycznia 1893 | Blackburn Rovers | 4:0 | Newton Heath |  |
|                  |                  |     |              |  |

| 21 stycznia 1893 | The Wednesday | 3:2 | Derby County | mecz unieważniono |
|                  |               |     |              |                   |

| 21 stycznia 1893 | Bolton Wanderers | 1:1 | Wolverhampton Wanderers |  |
|                  |                  |     |                         |  |

| 21 stycznia 1893 | Accrington | 2:1 | Stoke |  |
|                  |            |     |       |  |

| 21 stycznia 1893 | Grimsby Town | 5:0 | Stockton |  |
|                  |              |     |          |  |

| 21 stycznia 1893 | Sunderland | 6:0 | Woolwich Arsenal |  |
|                  |            |     |                  |  |

| 21 stycznia 1893 | Everton | 4:1 | West Bromwich Albion |  |
|                  |         |     |                      |  |

| 21 stycznia 1893 | Loughborough | 1:2 | Northwich Victoria |  |
|                  |              |     |                    |  |

| 21 stycznia 1893 | Newcastle United | 2:3 | Middlesbrough |  |
|                  |                  |     |               |  |

### Powtórki
| 30 stycznia 1893 | Derby County | 1:0 | The Wednesday | mecz unieważniono |
|                  |              |     |               |                   |

| 30 stycznia 1893 | Wolverhampton Wanderers | 1:0 | Bolton Wanderers |  |
|                  |                         |     |                  |  |

### 2. powtórka
| 2 lutego 1893 | The Wednesday | 4:2 | Derby County |  |
|               |               |     |              |  |

## Druga runda
| 4 lutego 1893 | Darwen | 2:0 | Grimsby Town |  |
|               |        |     |              |  |

| 4 lutego 1893 | Blackburn Rovers | 4:1 | Northwich Victoria |  |
|               |                  |     |                    |  |

| 4 lutego 1893 | The Wednesday | 1:0 | Burnley |  |
|               |               |     |         |  |

| 4 lutego 1893 | Accrington | 1:4 | Preston North End |  |
|               |            |     |                   |  |

| 4 lutego 1893 | Wolverhampton Wanderers | 2:1 | Preston North End |  |
|               |                         |     |                   |  |

| 4 lutego 1893 | Everton | 4:2 | Nottingham Forest |  |
|               |         |     |                   |  |

| 4 lutego 1893 | Sheffield United | 1:3 | Sunderland |  |
|               |                  |     |            |  |

| 4 lutego 1893 | Middlesbrough Ironopolis | 3:2 | Notts County |  |
|               |                          |     |              |  |

## Trzecia runda
| 18 lutego 1893 | Preston North End | 2:2 | Middlesbrough Ironopolis |  |
|                |                   |     |                          |  |

| 18 lutego 1893 | Blackburn Rovers | 3:0 | Sunderland |  |
|                |                  |     |            |  |

| 18 lutego 1893 | Wolverhampton Wanderers | 5:0 | Darwen |  |
|                |                         |     |        |  |

| 18 lutego 1893 | Everton | 3:0 | The Wednesday |  |
|                |         |     |               |  |

### Powtórka
| 25 lutego 1893 | Middlesbrough Ironopolis | 0:7 | Preston North End |  |
|                |                          |     |                   |  |

## Półfinały
| 4 marca 1893 | Wolverhampton Wanderers Topham Butcher | 2:1 | Blackburn Rovers Taylor | Town Ground, Nottingham Widzów: 25 000 |
|              |                                        |     |                         |                                        |

| 4 marca 1892 | Everton Chadwick P. Gordon | 2:2 | Preston North End Cowan Gordon | Bramall Lane, Sheffield Widzów: 26 000 |
|              |                            |     |                                |                                        |

### Powtórka
| 16 marca 1893 | Preston North End | 0:0 (dogr.) | Everton | Ewood Park, Blackburn Widzów: 15 000 |
|               |                   |             |         |                                      |

### 2. powtórka
| 20 marca 1893 | Everton P. Gordon Maxwell | 2:1 | Preston North End Gordon | Trent Bridge, Nottingham Widzów: 18 000 |
|               |                           |     |                          |                                         |

## Finał

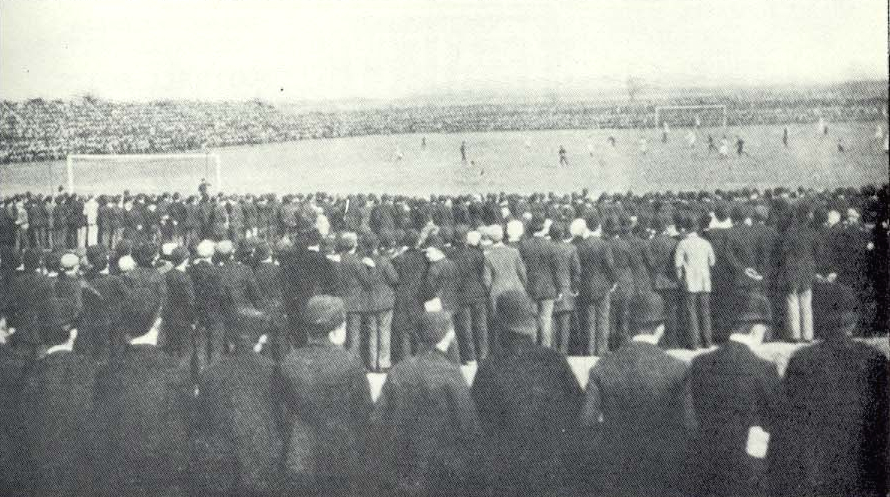
Trybuny stadionu Fallowfield podczas meczu finałowego.

Mecz finałowy odbył się w sobotę 25 marca 1893 roku na stadionie Fallowfield w Manchesterze. Był to jedyny mecz finałowy rozegrany na tym obiekcie.
| 25 marca 1893 | Wolverhampton Wanderers Allen | 1:0 | Everton | Kennington Oval, Londyn Widzów: 45 000 Sędzia: C.J. Hughes |
|               |                               |     |         |                                                            |

|  |  |